# Passenger (альбом)
Passenger — третий студийный альбом метал-группы Mnemic, вышедший в 2007 году, и первый, записанный с их новым вокалистом Гиллемом Бидо.
В поддержку этого альбома группа в январе и феврале 2007 года отправилась в тур по Северной Америке с группами God Forbid, Goatwhore, Arsis, The Human Abstract, и Byzantine, а также в тур по Великобритании вместе с Deftones в марте.

## Список композиций
1. «Humanaut» — 1:52
2. «In the Nothingness Black» — 5:02
3. «Meaningless» — 3:43
4. «Psykorgasm» — 4:13
5. «Pigfuck» — 4:26
6. «In Control» — 7:44
7. «Electric I’d Hypocrisy» — 3:52
8. «Stuck Here» — 4:41
9. «What’s Left» — 4:10
10. «Shape of the Formless» — 4:07
11. «The Eye on Your Back» — 7:30
12. «Zero Synchronized» — 4:37 (бонус-трек с японского издания)

## Участники записи
- Гийом Бидо (Guillaume Bideau) — вокал
- Мирча Габриэл Эфтеми (Mircea Gabriel Eftemie) — гитара, клавишные
- Рунэ Стигарт (Rune Stigart) — гитара
- Томас «Oberst» Коэфод (Tomas «Obeast» Koefoed) — бас-гитара
- Брайан «Brylle» Расмуссен (Brian «Brylle» Rasmussen) — ударные